# Liacarus tenuilamellatus
Liacarus tenuilamellatus är en kvalsterart som beskrevs av Hirauchi 1998. Liacarus tenuilamellatus ingår i släktet Liacarus och familjen Liacaridae. Inga underarter finns listade i Catalogue of Life.